# Rhyacophila denticulifera
Rhyacophila denticulifera är en nattsländeart som beskrevs av Kumanski 1985. Rhyacophila denticulifera ingår i släktet Rhyacophila och familjen rovnattsländor. Inga underarter finns listade i Catalogue of Life.